# Zone naturelle d'État de Cache River
Pour les articles homonymes, voir Cache.
La zone naturelle d'État de Cache River est un parc d'État de l'Illinois centré sur la rivière Cache (Illinois), d'une superficie de 5793 hectares, situé dans le comté de Johnson, dans l'Illinois, aux États-Unis. 